# イルカ追い込み漁

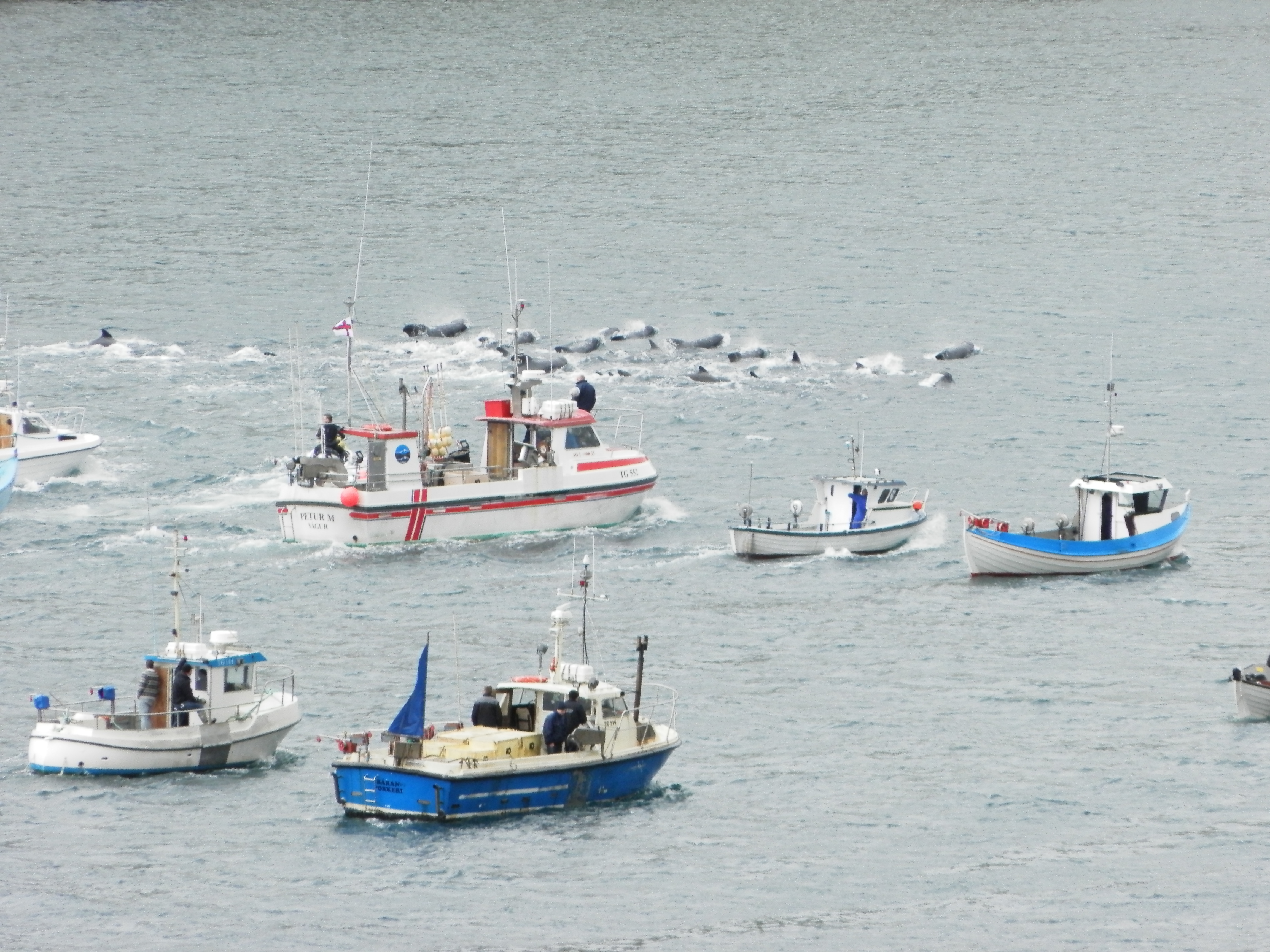
フェロー諸島での追い込み漁の様子。追い込み漁は複数の船舶を用いる。ゴンドウクジラとみられる小型鯨類の群れを追い込んでいる。ゴンドウクジラはフェロー諸島の追い込み漁の主たる獲物である。

イルカ追い込み漁（イルカおいこみりょう、dolphin drive fishing, dolphin drive hunting）は、捕鯨の手法の一つで、クジラを対象とした追い込み漁である。いわゆるイルカと呼ばれるような小型の歯クジラに対して主に使われ、船と魚網で大海に至る抜け道を塞ぎ、入り江や浜辺に追い込んで捕獲する。「鯨類追い込み網漁」、「小型クジラの追い込み漁」などとも表現される。なお、日本などの古式捕鯨は、鯨の行先に網を仕掛け、勢子船で追い込む方法であるが区別し、また、本項目では、「小型鯨類の追い込み漁」又は単に「追い込み漁」、「漁」と記す。

## 概要
世界の数箇所でこの漁獲方法により小型鯨類が獲られており、太平洋北西部の日本、オセアニアのソロモン諸島、大西洋のフェロー諸島や南アメリカのペルーで行われている。
捕鯨の方法としては、初期捕鯨時代から用いられてきたものである。日本においては700年程前の中世には追い込み漁が行われていた。それに伴い、特徴的な民俗もあった。捕獲された小型鯨類は主に鯨肉・イルカ肉として食用にされるほか、一部は水族館などイルカショーなどの展示や研究用に使われる。

## 呼び名
現代では、イルカの追い込み漁は、「鯨類追込網漁業」、「鯨類追込網漁」、「鯨類追い込み網漁」、「クジラの追い込み漁」、「小型クジラの追い込み漁」、「小型鯨類の追い込み漁」、又は単に「追い込み漁」、「追込網漁」などと呼ばれる。また、日本の行政機関では、「追込網漁業」、「鯨類追込網漁業」や「いるか漁業」を公文書で用いている。
「イルカ追い込み漁」は、”dolphin drive hunt”の訳で、江戸時代の肥前では単に「海豚漁」（「江豬漁」）と呼んだ。明治時代は、港などにやってきた（迷入した）小型鯨類などの獲物を、和歌山県では「寄せ物」（よせもの）、また、沖縄県では「ユイモン（寄せ物）」、岩手県では「浦入物」（うらいりもの）と呼び、岩手では獲物が港などにやってきたこと（回遊）を「浦入り」（うらいり：「イルカ浦入り」）と呼んだ。
1950年代ごろのNHKの放送では、追い込み漁を単に「生け捕り」と呼んだ。また、1960年頃の民間報道では追い込み漁を「イルカ漁」と称していた。
なお、江戸時代の日本（紀州や九州）などで行われた大型鯨を対象にした古式捕鯨は、回遊する鯨の行先に網を仕掛け、勢子船で追い込む方法(網取式)であるが、それと追い込み漁とは慣習的に区別される。

## 追い込み漁の歴史のある国

### デンマーク王国

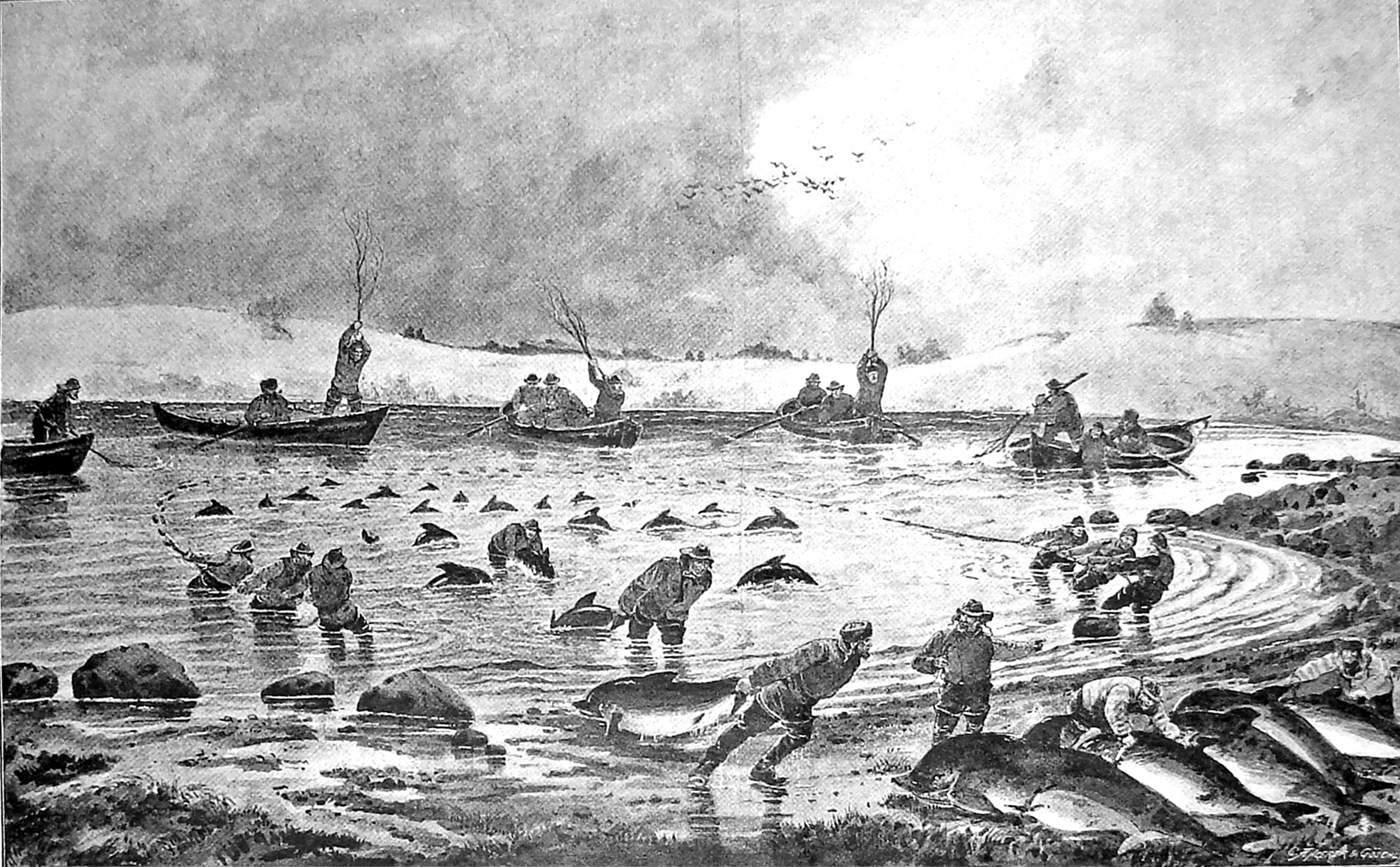
1893年のガンボルグ・フィヨルドでの小型鯨類の追い込み漁の風景を描いた絵。

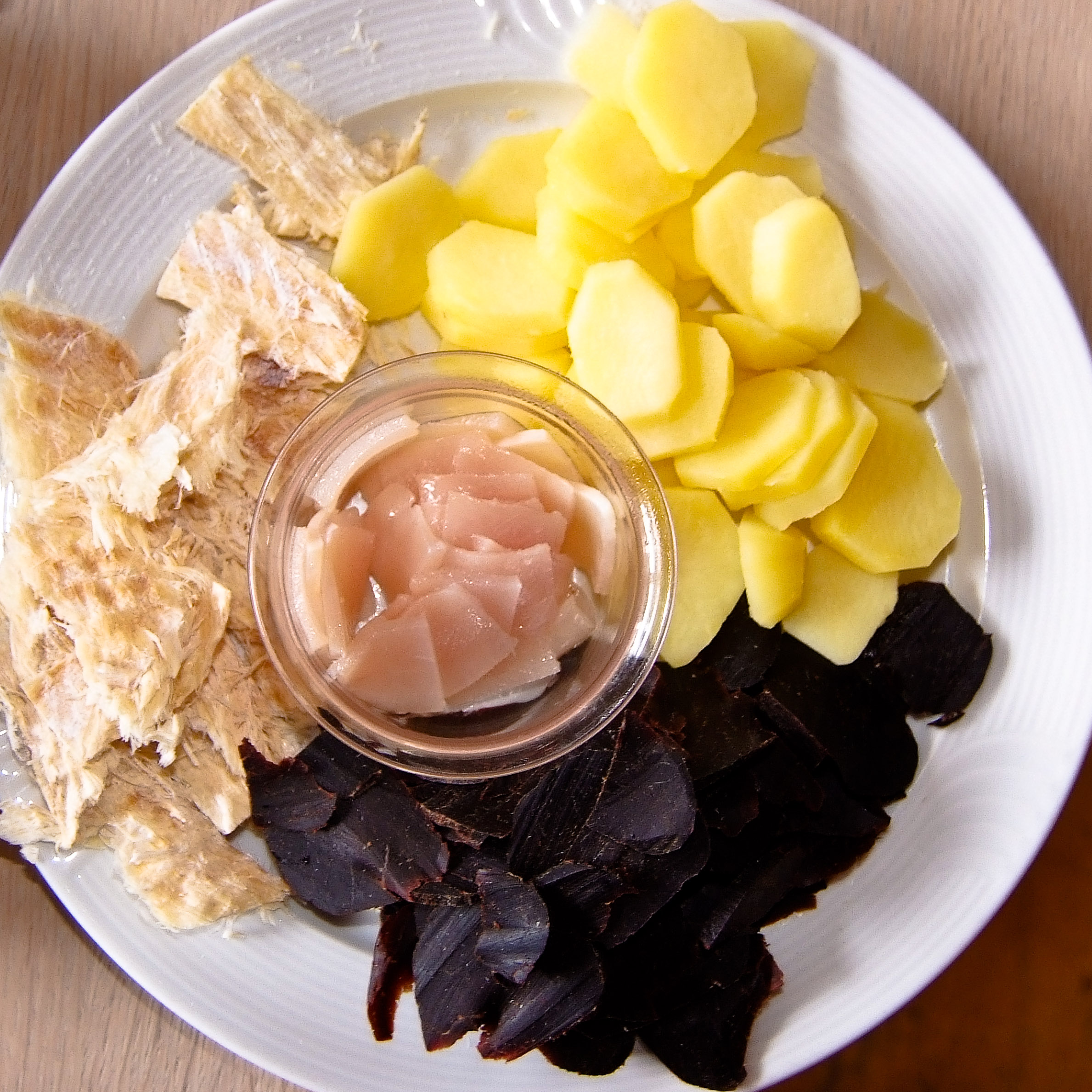
フェロー諸島の伝統食。黒いものがゴンドウクジラの肉。中央のピンク色のものは皮下脂肪層。

#### デンマーク
デンマークには追い込み漁が行われてきた歴史がある。例えば、南デンマーク地域のガンボルグ・フィヨルド（da:Gamborg Fjord）では16世紀には行われていた記録があり、その後も少なくとも19世紀末でも行われていた。21世紀初頭でも、大西洋上に浮かぶ自治領であるフェロー諸島では継続されている。

#### フェロー諸島
歴史
フェロー諸島では主にゴンドウクジラを食用にする目的で追い込み漁が行われる。公式にはこの種だけに限った漁である。又、タイセイヨウカマイルカも獲れ、又、稀に北ハンドウイルカやハナゴンドウといった種も獲れることもある。地元ではこの漁は「グリンダドロップ」（Grindadráp）として知られている。漁期は決まっておらず小型鯨類の群れが島に十分接近したところを漁師が発見すると漁が始まる。ボートによって獲物を浜辺に追い込み逃げ道を塞ぐ。小型鯨類は浜辺に上げられるとほとんどが移動できなくなり、海中に残した獲物はその脂身に金属製の鉤を突き立てて陸に揚げるが、昨今は動物虐待だという主張に応えて噴気孔に鉤を差し込んで引き揚げることが多い。陸に揚げると小型鯨類の首の主動脈や脊髄を切り絶命させる。切り方によって小型鯨類の死ぬまでの時間は数秒から数分まで様々である。漁師が群れの全てを浜辺に追い込めない場合には獲物は海へ返される。
ゴンドウクジラは東大西洋と中部北大西洋海域に77万8000頭が生息していると推定される。フェロー諸島では毎年約1,000頭のゴンドウクジラと、その他の小型鯨類が通常は数ダース、せいぜい2、3百頭までが消費されているが、その数は年によってかなり異なる。1年間で消費されるゴンドウクジラの頭数は、生息数の継続的な維持を脅かすようなものでは無いと信じられている。
2013年には、ゴンドウクジラとタイセイヨウカマイルカを合わせて1,534頭が消費された。

フェロー諸島の漁
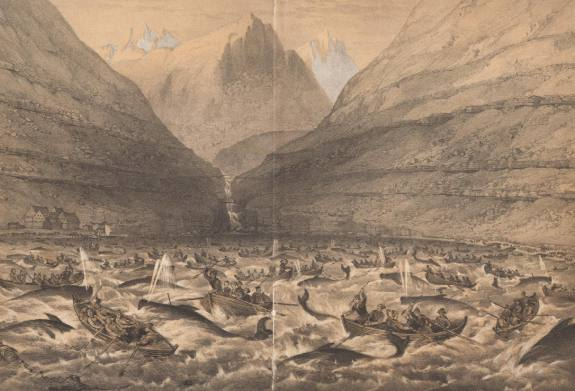
Vestmannaでの追い込み漁の様子を描いた絵（1854年）
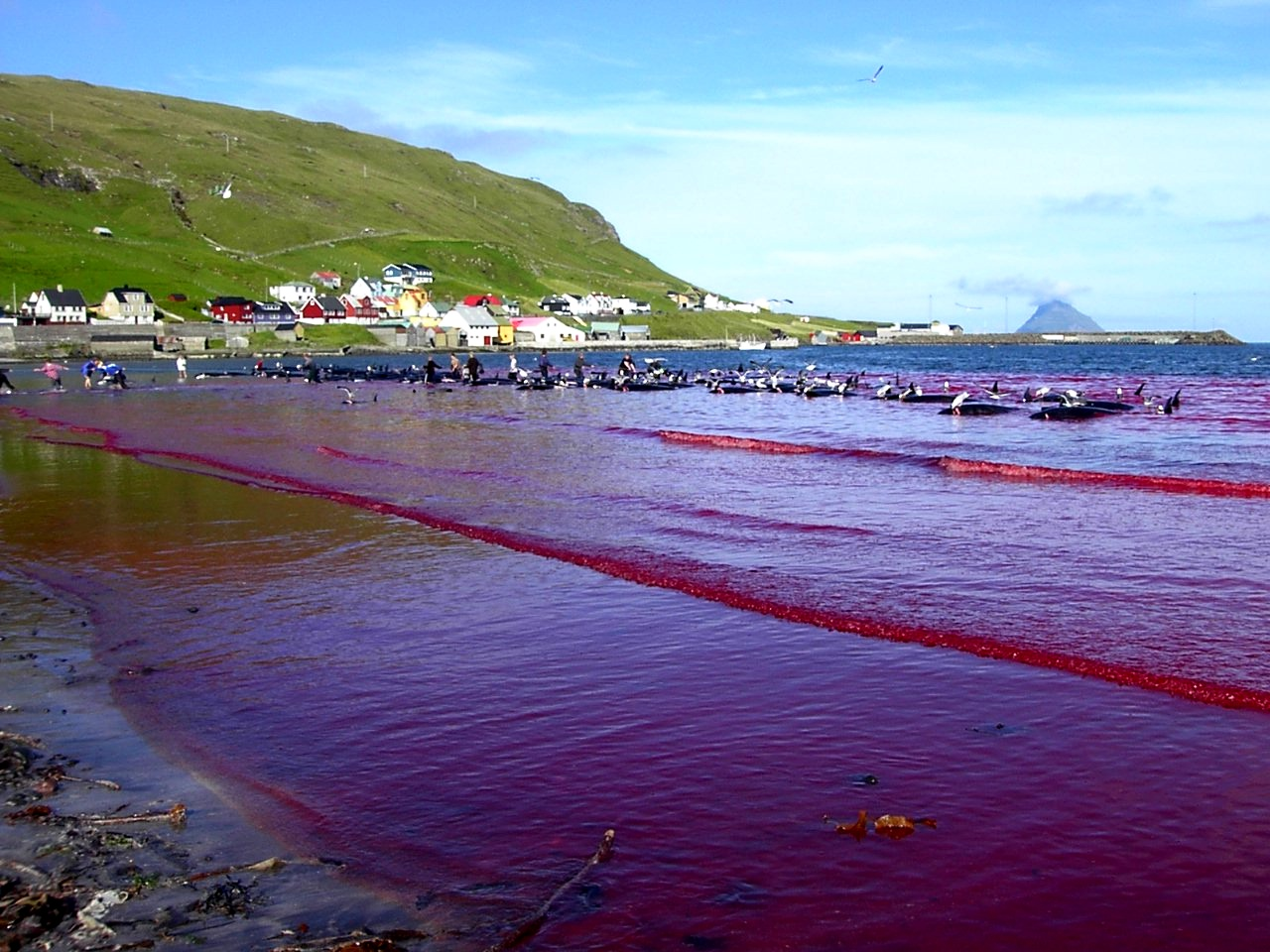
Hvalbaで漁獲があった日の浜の様子。伝統的に、獲れた小型鯨類の活け締め、血抜きを波打ち際で行うため、大漁ならば波打ち際は血で赤くなる。
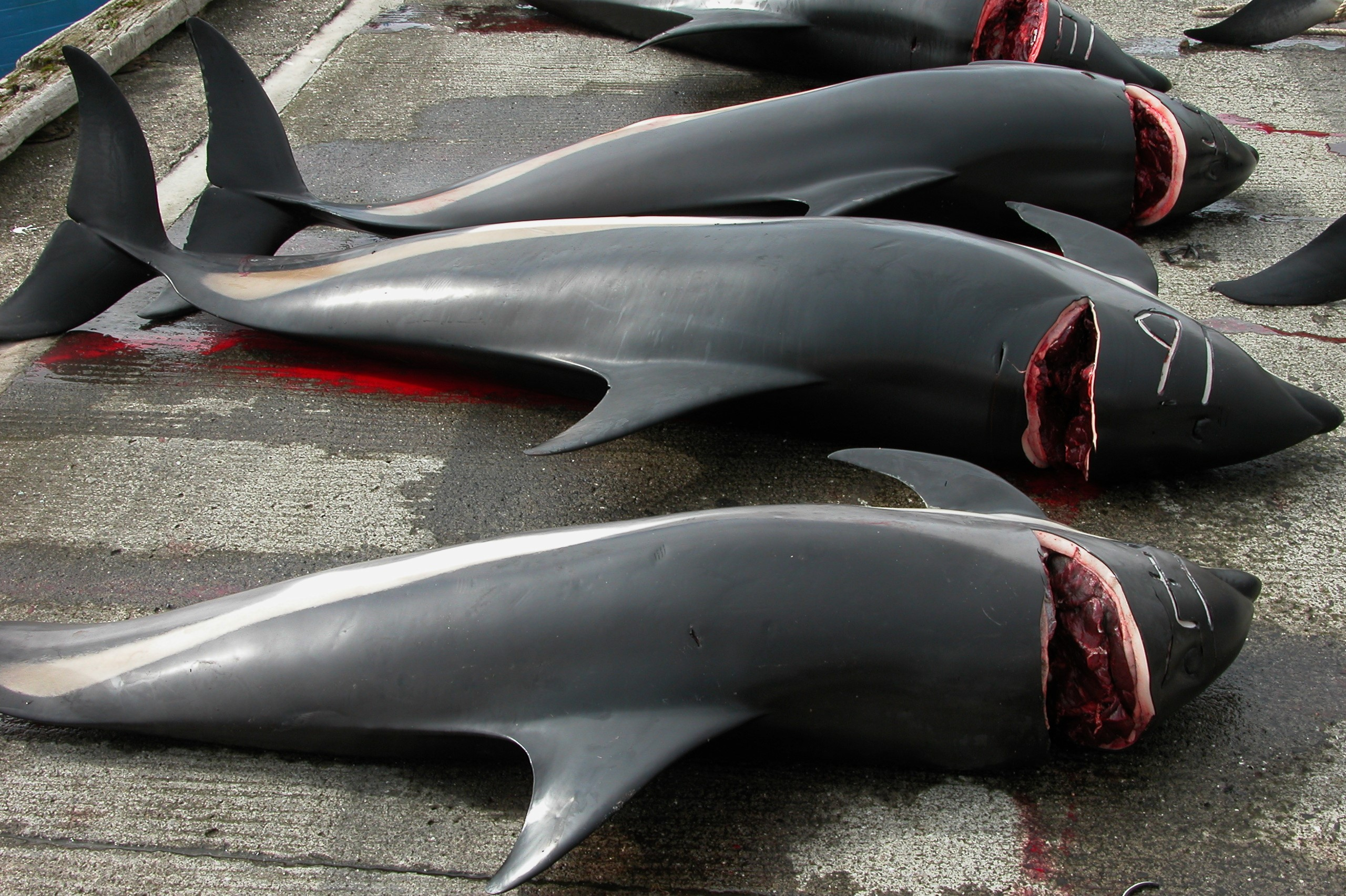
タイセイヨウカマイルカも獲れる。小型鯨類の頚部を切開し活け締め及び血抜きをする。頚部切開は脳への血流を止めて小型鯨類を即死させるためで、長時間の苦痛が避けられ、また、漁師にとっても安全である。

漁への賛否
1986年からフェロー諸島はシー・シェパードによる妨害活動を受けた。一方、およそ二十年前から対抗運動としてPR活動などを行う、ゴンドウクジラ協会が設立された。
1986年のシーシェパードの暴力には、警備艇に向けてライフルを撃つなど過激で危険な行為も含まれた。
フェロー諸島には、日本よりも以前から小型鯨類の肉に含まれる有害な汚染物質の研究が行われた。
肉には頻繁に摂取すると健康を害する危険があるほどの水銀やカドミウムが含まれており、特に子供と妊婦はその危険性が高いと指摘されることが多い。2008年11月にニュー・サイエンティスト誌は、フェロー諸島での研究結果が出たことで2人の医官（chief medical officers）が汚染度の高さからゴンドウクジラの肉を摂取しないように警告を発したという記事を報じた。フェロー諸島の上級厚生担当官（senior Faroese health official）によると、2008年に地元当局が汚染されているためこれ以上ゴンドウクジラの肉を摂取しないように通達を出したことにより消費量は減った。

#### グリーンランド
西グリーンランドでは、18世紀後半からランカスター海峡で、シロイルカ（ベルーガ）の漁に追い込み漁が用いられた。

### 日本

#### 歴史

##### 古代
追い込み漁は特別の道具を使うことは少ないため、考古学的な遺物が残りにくい。そのためもあって追い込み漁だったかどうかは分からないが、縄文時代の真脇遺跡（石川県鳳珠郡能登町）から日本最古のイルカ漁の跡が見つかっている。また、入江貝塚（北海道虻田郡洞爺湖町）、稲荷山貝塚（神奈川県横浜市南区）、称名寺貝塚（横浜市金沢区）、井戸川遺跡（静岡県伊東市）などからもイルカの骨が見つかっている:96。
千葉県では縄文時代早期の約1万年前から沖ノ島遺跡（館山市沖ノ島）でイルカ漁が始まっており:217、谷向貝塚（南房総市）や稲原貝塚（館山市）からも大量にいるかの骨が出土している。稲原貝塚からは黒曜石が刺さったイルカの骨も見つかっている:22。この他、根郷貝塚（鎌ケ谷市）、古作貝塚（船橋市）、鉈切洞窟遺跡（館山市）などからもイルカの骨が見つかっている:96。

##### 中世
日本におけるイルカ（小型鯨類）の組織的捕獲に関する最古の記録とみられるものに、1377年（永和3年）、長崎県・五島列島の豪族青方氏の青方重（あおかた・しげし）が残した置文（譲状）があり、以下の内容から当時すでに「海豚網」（いるかあみ）が存在していたとうかがわれる。
これについて、静岡産業大学教授の中村羊一郎は「当主、青方重が子孫に残した置文において、鰹・鮪・海豚を狙った網について、もし力があるなら人足を駆り出しても精出して管理運営すべきである、」と解釈し、建切網を仕掛けて回遊する海豚を捕獲する追い込み漁の存在を推測した。
追い込み漁には大人数が必要な為、中世の対馬にも同様の事情をうかがわせる宗正永(貞茂)の1404年（応永11年）の判物の写し（1723年（享保8年）の『宗家御判物写 與良郷 下』）が見つかっている。

##### 近世以降
静岡県伊東市の井戸川遺跡から、15世紀末から16世紀前半にかけて食べられたと見られるイルカの骨が大量に見つかっており、静岡県教育委員会はイルカ漁が縄文時代から続いていた可能性が高いと考察している。
1675年には現宮城県気仙沼市の唐桑では、イルカの群れが押し寄せてきた時には、唐桑半島と大島の間に建切網を張っての追い込み漁が行われていた記録が残っている。唐桑では明治初めの頃まで追い込み漁が行われていた:12。
1745年に、現静岡県の湯川村で、イルカの大規模捕獲に関係しての争いがあった様子が記録されている。
1773年（安永2年）3月に、唐津藩士の木崎攸軒(きざき・ゆうけん)が描いた『肥前国産物図考』のひとつ『海豚漁事・鮪網之図・鯛網・海士』が成立した。このうち「海豚漁事」(又は「江豬漁事」)は、海豚の群れを捕獲する追い込み漁の様子が描かれている（#外部リンクも参照）。
1838年に北村穀実が書いた『能登国採魚図絵』には、石川県真脇村のイルカ漁についての記録が「いるか廻し」として残されている。それによると、旧暦3月から4月にかけて、6,7人乗りの船3,4艘ほどが「魚見船」として3里の沖に出て、群れを発見すると粗い網で囲って陸に合図を送り、3,4人乗りの船6,7艘が応援に駆けつける。これらの船が船縁などを叩いて音を出し、群れを湾に追い込んで捕らえる。多いときには1000頭ほどが追い込まれ、全て捕るのに2日かかることもあった。説明図には多くの船と網でイルカの群れを囲い込む様子が描かれている。
19世紀幕末に浜野健雄が書いた『伊東誌』によると、当時の静岡では追い込み漁ができるほどの組織だった漁業団体が少なく、実施されているのは湯川村、松原村（現伊東市）、稲取村（現東伊豆町）のみであった。1934年発行の『静岡県史』（静岡県史編集所）には、この他に妻良、子浦（現南伊豆町）、安良里（現西伊豆町）、御前崎も挙げられている。

###### 太地
和歌山県太地町は古式捕鯨の誕生の地であり、400年程の捕鯨の歴史があるが、元々、鯨類に交じって小型鯨類をも食す習慣が有り、江戸時代には主に沖合いでの突棒でのゴンドウクジラ漁があり、並んで、港などにたまたま迷入したゴンドウクジラなどの「寄せ物」(獲物が港などにやってくること)を追い込み漁で追い込んで共有の網で捕獲することもあった。太地町史の493頁に記載された1899年（明治32年）の追い込み漁は、「山見」(見張り)が61頭のゴンドウクジラの群れを発見して行われた。1906年（明治39年）の政府あて報告書には追い込み漁（寄せ物漁）の起源が不明なことや、ムラの共同作業であった漁の収益がムラの共有財産になった旨が説明されている。また、水族館への初めての出荷の記録が残るのは1933年（昭和8年）で、その時は阪神方面の水族館に搬送された（1936年に阪神水族館への搬入が成功し展示が始まった）。1969年（昭和44年）には、くじらの博物館の展示用に捕らえることを依頼され、12年ぶりに漁が成功した。以後、漁の成功回数が増えていった。又、この頃、漁の専業者が出現し、静岡県の富戸、川奈から技術を移入した:26。（太地の詳細は太地いさな組合や太地町#歴史も参照。）

##### 明治以降
明治の初年頃に追い込み漁が廃止となったところが多い。例えば静岡の湯川、松原では明治時代に廃止されている。稲取でもイルカ到来が不安定で、年に1、2度の追い込み漁では採算が採れないとして明治初年に追い込み漁を廃止したとの証言が残されている:18。ただし稲取ではイルカが押し寄せるたびに追い込み漁が復活している:30。現宮城県気仙沼市唐桑や岩手県山田町でも明治の初年を最後にイルカの群れが寄り付かなくなり、追い込み漁が行われなくなっている:12, 13。
逆に、明治になってから追い込み漁が行われるようになったところもある。例えば静岡県の川奈、富戸（現伊東市）、田子（現西伊豆町）などでは明治以降に始められている:18。川奈でイルカ漁が始まったのは1888年（明治21年）であり、1922年（大正11年）には地元の神社にイルカ漁の絵馬が奉納されている:16-21。富戸では川奈から10年ほど遅れて始まったが、1903年（明治36年）に川奈と乱闘になるなどして戦後になるまであまり追い込み漁は行われなかった:21。
静岡などでは大正の初めから昭和初期まで、イルカの回遊が減ったために一時的に衰えた:36。

###### 名護
沖縄県名護市ではイルカ（小型鯨類）は「ピトゥ」あるいは「ヒートゥ」と呼ばれ、発祥は不明だが遅くとも明治の初めにはその漁が行われており、重要なタンパク源だった。方法は沖縄独特のサバニを用いた追い込み漁で（ただし水産庁の区分では突棒とされており、近年ではもっぱら手投げ銛による漁獲が多いようである）。毎年二月から六月頃に名護湾に来遊してくる、主にコビレゴンドウ、加えてバンドウイルカを対象にしている。1970年頃に最盛期を迎え、この頃は市民と漁協による熱烈な応援のもと港の船がほぼすべて出航し、多い時は250頭ほどを一度に漁獲していた。しかし以降は九州・沖縄サミット開催へ向けた議論の影響もあって減少に転じ、1989年には自由捕獲が禁止となった。以降は、毎年の漁獲量限度を設定しての実施となっている。主な用途は食用であり、絞られた油は食用油にされ、一部は肥料としても利用された。ただし食用は主に名護市に限られ、古老の話では食用として一般に普及したのは第二次世界大戦後のことである。

##### 昭和以降
1942年から再び大規模な回遊が始まった。静岡県では1942年に安良里で2万頭の漁獲が報告されている:39。
対馬では沿岸のリアス式海岸を利用した追い込み漁が行われている。1960年（昭和35年）頃には1000頭ほどが到来しており、以後数年ほど年間200 - 300頭が捕獲された:38。
静岡県では1960年代にピークとなって年平均1万1千頭が捕獲されているが、以降は減少し、1980年代初期には年1000頭程度にまで減っている。
害獣駆除としての実施
商業的な「いるか漁業」のほか、害獣駆除の手段として利用された事例もある。
長崎県の壱岐島では、1976年から1986年にかけて、大規模な追い込み漁が害獣駆除目的で行われていた。壱岐島の漁師によると、1965年からいるか小型鯨類の群れが近海に現れて一本釣り漁の釣り針にかかったブリを横取りしたり、小型鯨類の影響で魚群が消失したりといった被害が発生した。音による威嚇や銃による駆除が10年に渡って試みられたが効果が薄く、やむなく和歌山県の太地や静岡県の富戸の技術指導の下で追い込み漁を導入したという。各種イルカが捕獲され、壱岐には食用の習慣がなかったために、一部を除いて家畜飼料や肥料原料にされたり、砂浜に埋没処分された。飼料・肥料生産のために専用の粉砕機も購入された。追い込み漁による駆除は、一定の効果はあったという。
この漁は小型鯨類の回遊数減少により1986年を最後に規模が縮小した。エルザ自然保護の会によると、1996年を最後に捕獲は無く、95年度を最後に捕獲が許可されていない状態である。（詳細は壱岐イルカ事件も参照。）

#### 方法

##### 昭和前半まで
追い込み漁の方法は、漁船50 - 60艘で半月状に群れを取り囲み、投石、水面を叩く、船縁を叩くなどして湾内に追い込み、湾を「建切網」で塞ぐというものだった。小型鯨類の漁法は追い込み漁以外にも、呼吸の際を狙った突取と呼ばれる銛を使った方法も行われた。
当時は肉は食用、脂肪は油採取、革は革製品（とりわけ靴）に用いられた。なお、食用としてはゴボウなどと共に味噌煮にするのが一般的だった。静岡県では醤油漬けや味醂漬けを天日に干したものが焼いて食べられた。皮からは油が取られ、揚げ油や石鹸の原料として使われた。絞った後の皮は揚げて菓子として食べられた。残りは良質の肥料とされた:34。
静岡県の川奈（現伊東市）でのいるか小型鯨類の追い込み漁は、カンカンと呼ばれる孟宗竹の節を抜いた棒で海面を叩いたり、ドウズキと呼ばれる150センチメートル位の棒を投げ込んだりして、13ノット (24 km/h)ぐらいの速度で行われた:16-21。1回の漁獲量が1000 - 2000頭ほどだった:18。
江戸時代の漁の様子は、『肥前国産物図考』のひとつ『海豚漁事・鮪網之図・鯛網・海士』を参照されたい。

##### 現代の漁労
日本(太地)では漁師から選抜されたグループ(専業者)が漁を行う。
数隻の船団で出航して、まず小型鯨類の群れを肉眼、そして双眼鏡を用いて探す。太地町等では、他の漁船による小型鯨類発見の報を受けて出航し、水揚げ後にその発見者に対して「発見料」を支払うこともある。小型鯨類の群れに接近すると漁師たちは金属性の棒を海中で鳴らし、小型鯨類に音を避けさせるようにし、湾内に追い込む。小型鯨類が湾内に入ると逃げられないように魚網を素早く閉じ確保する。捕獲作業は小型鯨類が落ち着くのを待って、翌日以降に行われることもある。捕獲は、湾内で囲っていた小型鯨類を、漁船で水深数十センチほどの海岸まで、捕まえやすいように追い込む。そして、ウェットスーツを着た漁師が浅瀬に入り、小型鯨類の尾びれにロープを掛ける。このロープを、岸に張った長い綱に固定し、小型鯨類の動きを抑える。そして、動きの鈍った間合いを見て小型鯨類を絶命させる。このとき、首を切開する方法などが採られていたが、小型鯨類に苦痛が多いとの批判を受けることがあり、2000年以降はフェロー諸島で用いられているのと同じ、頸椎に金属ピンを刺す方式が導入された。新しい方式は、脊髄と周辺の血管叢を同時に切断することで脳への血流を停止させるもので、小型鯨類の苦痛を軽減するとともに作業の安全を向上させる効果がある。ただし、スジイルカとマダライルカについては、水際で激しく暴れるために新方式の利用は困難で、改良のため研究が続けられている。また、1933年以後、太地では水族館向けに生け捕りをした記録が残る、が前述の通り散発的な漁であり、その需要が途絶えた戦争をはさんで、12年ぶりの捕獲成功で本格的に再開したのは1969年以降である。現在では小型鯨類の購入希望者は、岸近くまで追い立てられた個体の中から性別、サイズなどをもとに希望する小型鯨類を選び、傷の有無等を確認する。そして、購入が決まった小型鯨類は胸びれ用の穴があいた専用の担架に載せられ、トラック等で輸送される。

#### 民俗
戦後乃至昭和30年代まで存在した追い込み漁と住民との関係について

##### 漁への住民の参加
追い込み漁は群れの発見により始まるが、住民が動員された。
対馬では地元民のうち、16歳未満の子供及び60歳以上の老人以外の男子は作業に参加した。女性にも役割があった。
若者はムラの年齢階梯の仕組みに沿って役割が与えられていた。
時代が流れ、1950年代 - 1960年代の静岡県の川奈や、和歌山県の太地町では、子供らが小舟に乗って漁を手伝うことが映像に記録されている。

##### 特徴
タテガラ
長崎県の五島列島には、小型鯨類の漁に際し、タテガラ（背びれ）とオバケ（尾びれ）を漁への貢献者への報奨として与える習慣があった。これらはそのままで可食だが、タテガラを家の軒下に吊るし続ける習慣があった。何年も吊るし続けた家もあったり、干したタテガラを保管した家もあったと伝わる。また、イルカ神がまつられる神社にタテガラを奉納する人もあった。タテガラやオバケを報奨として功労者に与えることは、1936年（昭和11年）の『海豚組合規約』にも定められていた。
カンダラ
カンダラとは、追い込み漁で捕れたコミュニティーの獲物（イルカやクジラ）を、全体の集計とは関係なく、若者や女衆（主に婦人）が一部の獲物を持ち去ることである。
若者や女衆が、一頭まるごとや、刃物で身を切り取って持ち去ることがコミュニティーに許されていた。九州北部によく見られた慣習で、「海豚の浜のごと」という発想による。
カンダラした切身はその場で食したり、一頭まるまる持ち去って売り換金したりした。 
対馬では、女衆が行えば「コシマキカンダラ」、若者が行えば「カクシカンダラ」と言った。
静岡県伊豆地方では、若者たちがおこなうそれを「ドウシンボウ」と言った。
カンダラが酷い場合は、住民による見張りが置かれることもあった。
対馬では追い込み漁から税を取ったが、役人がカンダラをめこぼしをした話も伝わる。
江戸時代に追い込み漁で捕れた小型鯨類を若者がカンダラをしている姿は、1773年（安永2年）に描かれた『肥前国産物図考』のひとつ『海豚漁事・鮪網之図・鯛網・海士』にも描かれていることを、中村羊一郎は指摘する。
女性のハツモリ（初銛）
対馬で戦後まで見られた風習。数名の選ばれた女性が各船に乗り、その女性らが追い込み漁で追い込んだ小型鯨類に最初に銛を打つこと（一番銛）を競ったもので、女性のハツモリが無ければ、男性は小型鯨類に手を出せない風習があった。
ハツモリは若い婦人が行う地域や、やや年長の婦人が行う地域が有った。ハツモリに際しては女性は晴れ着で正装をした（返り血を浴びる為、替えも用意した）。ハツモリされた小型鯨類は女衆の取り分となった。
ハツモリは村落ごとの競争であったので、参加する女性は真剣に行ったが、楽しい思い出となっている。
チマツリ（血祭り）
対馬では、追い込み漁の後に、女性だけで宴を開き、これをチマツリ（血祭り）という。チマツリは、食材に小型鯨類の肉が用いられ、焼いたりして食したが、食材の小型鯨類はカンダラ（腰巻カンダラ）を行って、浜から持ち去った。チマツリと言う言葉は対馬でも一部地域のみで用いられたが、チマツリと同じ習慣は他の地域でも見られた。
漁の際に、女衆が宴をする姿は、1773年（安永2年）に描かれた『肥前国産物図考』のひとつ『海豚漁事・鮪網之図・鯛網・海士』にも描かれていることを、中村羊一郎は指摘する。

##### 江豚奉行
いるか奉行（いるかぶぎょう）。江戸時代の対馬藩に置かれた奉行。小型鯨類の水揚げから税を得るための監視役。漁があるたびに、現地に派遣された。役人が来るまで水揚げができない決まりがあった。
対馬での税率ははじめは三分の二であったが、後に、利益の少ない漁民が小さな群れを見逃していると税収が落ち込むと考えられ、税率が三分の一と代わっていった。
戦国時代の駿河（静岡県）の葛山氏に似たような「立物奉行」があり、中村羊一郎によると、江豚奉行は、藩が小型鯨類の漁獲を管理する全国でも珍しいシステムである旨を述べている。

#### 現代の漁業

##### 捕獲制限の開始
小型鯨類は1988年の商業捕鯨モラトリアムの頃からクジラの代用として需要が増え、1986年に1万6515頭だったイシイルカの捕獲数が1988年には4万367頭にも増えた。そのため、1991年のイシイルカを初めとして、漁法ごと、鯨種ごとの捕獲制限が設けられた。追い込み漁に関しては、2006年まで静岡県で600頭、和歌山県で2380頭の計2980頭が許可が与えられており、2007年に2468頭、2008年に2393頭へと変更されている。
静岡県には年間捕獲枠数が600頭ほどが割り当てられていたものの、1993年以降は年間100頭を割っており、さらに1997年以降は1999年に71頭に減った。また、和歌山県は2015年現在、捕獲枠が1,971頭に減少している。

##### 現代の鯨類追込網漁業
IWC管轄外の小型鯨類の捕獲に関して、現在の日本では農林水産大臣の許可の下で捕鯨砲を使って行われる「小型捕鯨業」と、都道府県知事の許可の下行われる「いるか漁業」があり、「追込網漁業」は、銛を使って行われる「突棒漁業」と共に「いるか漁業」を構成する一つの漁法である。
追い込み漁は静岡県と和歌山県で知事により許可されているが、静岡県では2004年（平成16年）にハンドウイルカ9頭を捕獲して以降捕獲実績がなく、現在追い込み漁が行われているのは和歌山県太地町の太地いさな組合によるもののみとなっている。和歌山県でのイルカの追い込み漁は、日本の水族館での有力なイルカの入手先であり、また捕獲されたイルカは海外16か国にも輸出されてきた。
2013年（平成25年）に、日本国内の追い込み漁で捕獲された頭数は、和歌山県太地町で捕獲された1,239頭であった。追い込み漁の内訳は、スジイルカ498頭、ハナゴンドウ298頭、マダライルカ126頭、ハンドウイルカ190頭、マゴンドウ88頭、カマイルカ39頭であり、そのうち、水族館やドルフィナリウムなどへの生鯨類(生イルカ)の出荷頭数は、スジイルカ1頭、ハナゴンドウ12頭、マダライルカ45頭、ハンドウイルカ84頭、マゴンドウ1頭、カマイルカ29頭である。
2014年度の捕獲頭数は937頭であり、そのうち生鯨類の出荷頭数は84頭であった。
過去には少数のシャチが獲られたこともあったが、現在は捕獲禁止で、学術調査用の特別許可が出た時にだけ捕獲されており、最近では1997年（平成9年）に和歌山県太地町で5頭が捕獲されて以降は捕獲実績がない。
2015年には、太地で生体捕獲されたイルカの半数が、中国や韓国やロシアなどに輸出され、各地の水族館での需要を支えている実態が報告された。中でも中国へは2015年までの5年間で200頭以上が輸出された。輸出は専門のブローカーが担当し、捕獲地が直接携わることはない。生体捕獲されるイルカの全てが動物園や水族館向けとされる。

#### 漁への賛否

##### 壱岐
長崎県の壱岐島では、1978年に捕獲の様子を撮影した映像が公開されたことをきっかけに、捕鯨に批判的な国々を中心に非難を浴び、歌手のオリビア・ニュートン＝ジョンが2度目のソロ公演のための4月の訪日を延期した。その半年後にソロ公演が開催された後にオリビアは壱岐の漁民が生きる為の手段であった事を知り、日本公演の際にイルカと人間が共存できる研究の為に千葉県の海洋生物研究所に2万ドル寄付した。。そのような中の1980年に外国人活動家が、漁で捕らえられ処理待ちの小型鯨類約250頭乃至約300頭を網を切断して逃がす事件を起こした。倫理哲学研究者のピーター・シンガーが証人をすることがあったが、網を破った威力業務妨害罪で有罪判決を受けた。また、国際的な批判は、この追い込み漁が漁民の生活を守るためだということが伝わると、鎮静化していった。（詳細は壱岐イルカ事件を参照。）

##### 富戸
1980年12月、富戸と川奈の共同操業が富戸で行われていたが、外国人活動家によって小型鯨類を逃がされる事件が起きた。
また、1996年にはオキゴンドウ50頭を捕獲し食用と水族館に販売したが、漁を監視していたエルザ自然保護の会などにオキゴンドウは捕獲対象種では無いことを指摘され、是正を求められた（水産庁の漁業規制は漁師に通達されていなかった）。2か月後の12月1日付の伊豆新聞には、この件に関し「ユリカ(イルカ)が人間を食っている」と題した漁師の手記が公表され、小型鯨類による漁業被害が酷い中、その小型鯨類を放さねばならない理不尽さが書かれた。

##### 三井楽
1990年11月2-3日、長崎県五島市（旧南松浦郡三井楽町）の白良ケ浜にハナゴンドウ582頭が漂着した。福江島の三井楽など五島列島は小型鯨類を追い込み漁などで捕獲したり、また鯨類の漂着（住民にとってはこれも漁の感覚があった）もあり、小型鯨類を食用にしており、この時も食用としたが、それを「頭殴り解体、食用に」と中日新聞が報じるなど日本のマスコミが一斉に報じ、更に英国の各紙は、イルカ虐殺、あるいは、全世界の恥、などと報じ、非難を浴びた。一方、五島列島では、小型鯨類は神の授かり物だという感覚があったり、離島である為に牛豚の肉の値段が高く小型鯨類に需要があったりし、小型鯨類を大切な蛋白源として分配していたと、日本の週刊誌が擁護した。

##### 太地
実力行使

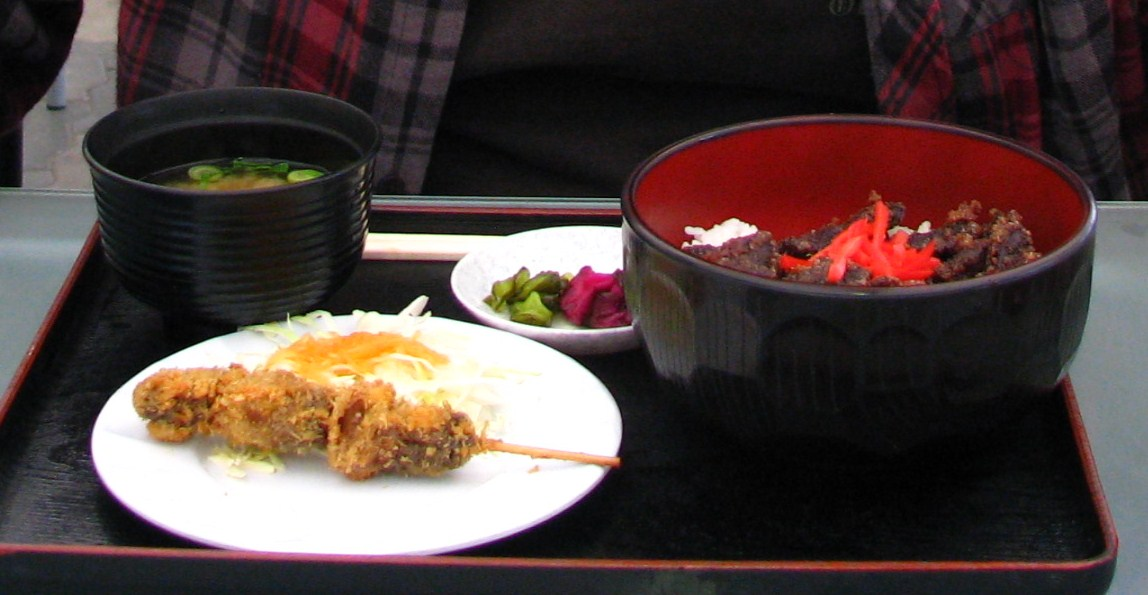
和歌山県太地町のゴンドウクジラ（コビレゴンドウ）の料理

和歌山県太地町の追い込み漁は当地の観光名物であったが、2000年代以降は環境保護団体の標的となっており、実力行使による違法行為が繰り返されている。例えば、野生の鯨類の利用に反対する過激な行動を伴う反捕鯨団体「シー・シェパード」などの構成員が、2003年と2010年に小型鯨類を囲む網を切断したり、2007年には活動家らがサーフボードで漁場に侵入して業務を妨害したり、また、2012年には古式捕鯨のモニュメントを破壊した。（シーシェパード#日本のイルカ漁に対する抗議活動も参照）
実力行使への反論
漁業者側は、2003年の時点で、太地漁業協同組合の参事が、国際捕鯨委員会の目的は「鯨資源の適切な保全を図り、捕鯨産業の秩序ある発展を可能にする」ことであることや、太地の捕鯨は伝統であり追い込み漁も重要な構成要素であること、太地の捕鯨者達は何世代にも亘って、地域住民に食料を提供しており、今後も漁を続ける旨を抗弁した。
和歌山県は、『イルカ漁等に対する和歌山県の見解』で、「太地町のイルカ漁は、これまでも何度となく、海外からやって来る過激な動物愛護団体のターゲットとなり、漁業の妨害や精神的な攻撃を繰り返し受けてきました。」と記して追い込み漁に賛成意見を送り、これに賞賛するコメントが多数寄せられた。
2015年の和歌山県議会は、（太地町での）「反捕鯨団体シーシェパードによる過激な批判や危険な妨害などは、すでに10年以上も続いている。県警察並びに海上保安庁のたゆまぬ努力での警戒体制強化により、沈静化も図られてはいるものの、終わりなき抗議活動によって与えられる精神的、肉体的な苦痛は計り知れない。」と、シーシェパードを名指しで批判した『捕鯨とイルカ漁業への妨害や不当な圧力に対する抗議と地域食文化を継承するための措置を求める意見書』を全会一致で可決した。
映画『ザ・コーヴ』
2009年に太地町での漁に対して批判的な映画『ザ・コーヴ』が公開され、漁に対して賛否が巻き起こった。リック・オバリーを案内役として、映画は一貫した恣意的な編集や無許可の撮影、やらせなどがあり、公開をめぐる議論や訴訟、映画に対しての抗議活動などがあった。例えば、和歌山県は「この映画のように、一方的な価値観や間違った情報で批判することは、長いあいだ太地町でイルカ漁にたずさわってきた人たちの生活権を脅かし、町の歴史や誇りを傷つける不当な行為であり、決して許されることではありません。」と激しく批判した。また、海外の保護団体の活動の影響で、イルカに関する一般の研究活動に対して地元漁業者の協力が得られにくくなるという影響も出ている一方では、認知度が上がった為、冷凍イルカ肉が売り切れた現象が起きた。
小型鯨類の捕獲や活け締めの現場を捉えた写真・ビデオによって太地への批判が高まった。また、現在の太地では漁における活け締めや解体作業は、小型鯨類の死を晒し者にされない為に、公衆の視線を避け、天幕の覆いの下で行われる。映画『ザ・コーヴ』では、イルカ漁は日本国民から隠蔽されていると指摘している。しかし実際にはイルカ漁への批判が起こる前は、日本はイルカ漁を文化とする国なので、普通の漁業として一般公開されていたものが、フリージャナリストの綿井健陽の太地町での取材による、反捕鯨団体や海外メディアの取材行為が結果的に隠される要因になったのだろうと指摘している。
2015年、映画監督の佐々木芽生が、映画『ザ・コーヴ』に疑問を感じ、公平な観点からのドキュメンタリー映画を製作していたところ、『ザ・コーヴ』にも出演したシーシェパードのポール・ワトソンからまだ映画が完成していないにも拘らず批判され、佐々木は「攻撃の対象となったことで太地町民の心境を理解できた」と語っている。
世界の反応
2013年に研究者からや、2014年に世界動物園水族館協会(WAZA)から、漁への反対の立場が表明され、概ね捕獲法と活け締めとが疑問視された。
2015年、WAZは和歌山県太地町で行う追い込み漁から小型鯨類を取得していることを理由に、日本動物園水族館協会(JAZA)を突然会員資格停止処分とし、1か月間の猶予期間中に改善策を示さない場合は、日本動物園水族館協会を除名処分にすると勧告した。この処分は、WAZA がイルカ保護団体「オーストラリア・フォー・ドルフィン」(AFD：Australia For Dolphins)から訴訟された為、強硬姿勢を取ったと、一部の人々は推測したり、日本の水族館に小型鯨類が少なくなることを心配したりした。。これに従い、2015年5月20日日本動物園水族館協会は、追い込み漁で捕獲されたイルカの購入をやめることを決定した。日本動物園水族館協会は動物園の加盟者の方が多く、世界動物園水族館協会から除名された場合、動物の輸入が困難になるために、世界動物園水族館協会への遺留票が多数を占めた。アメリカでは原則として野生動物の捕獲を禁止しており、水族館にいるイルカの7割は施設内繁殖となっている。しかし小規模の水族館には、繁殖用の設備がなく費用面の問題より新たに設備を整えるのも困難である。
また、反イルカ追い込み漁の集会やデモが、主に反捕鯨国と言われる国々で、散発的に起きている。

### ソロモン諸島
歴史
食用としての追い込み漁が行われる。ソロモン諸島での漁の起源は不明である。マライタ島南部のFanalei村は、19世紀の中ごろにキリスト教の影響で漁が中断されたが、1948年に復活したと口述されている。
漁はイルカが多く出現する特別な村々が行っている。マライタ島南部の人口150人ほどの村では、イルカ漁のシーズンである1月-3月には連日、村中の男性が総出で追い込み漁を行う。カヌーで20kmほど沖合にこぎ出してイルカの群を探し、石を打ち合わせる音で包囲してマングローブの生える浅瀬へと追い込む。高度の連携技術が必要とされる。漁が成功するのはシーズンのうち7回ほどで、1回に約100頭が捕獲される。イルカ肉は村中に分配されて石焼にされ、漁民自身の食糧のほか、農耕民との物々交換の物資となる。また、イルカの歯は装身具材料として利用され、伝統を色濃く残すマライタ島では貨幣としてもソロモン諸島ドルとともに流通している:40。追い込み漁に要する労力は大きいが、生活や文化にかけがえのない漁として続けられている。ただし1990年代初めから、現金化しやすいナマコ漁が盛んになったり、漁業権を巡る争いがあったり、漁業以外の産業に就く若者が多くなったりしたため、イルカ漁はやや衰退している:108。
また、食用に加えて、飼育用のイルカ生体捕獲も行われており、枯渇しつつある輸出用木材に代わって新たな産業として期待されている。一方で、環境保護団体などからは批判を受けている。2003年のメキシコ向け生体イルカの輸出を巡って激しい国際的非難を浴びたソロモン諸島政府は、生体イルカの商業取引を一度は禁止した。しかし、輸出業者が起こした訴訟の結果、2007年に規制は憲法違反であるとの判決が出された。同年には、ソロモン諸島の総督から、アラブ首長国連邦のドバイ向けにイルカ30頭の輸出が許可されている。
2010年に漁はいったん中止されたが、2013年には漁が再開された。
ワシントン・ポストは、2013年に「少なくとも1,674頭」が消費されたと伝えた。
漁への賛否
ソロモン諸島での抗議活動は「アース・アイランド・インスティチュート（アースアイランド研究所：EII:Earth Island Institute）」という団体が知られる。
ソロモン諸島の漁民は、2010年にアースアイランド研究所による金銭の提供によって追い込み漁をいったんは中止したが、金銭トラブルが発生したか、2013年には漁が再開された。

### キリバス
少なくとも20世紀半ばまでキリバスで同様の追い込み漁が行われていた。

### ペルー
ペルーの法律ではイルカを捕獲しその肉を食べることは禁じられているが、毎年かなりの数のイルカが今も漁師により違法に捕獲されている。正確な数は分からないがペルーの団体「Mundo Azul」（青い世界）は毎年少なくとも1,000頭が消費されていると見積もっている。イルカの捕獲にはボートでイルカを追い、魚網で囲い込んでから銛を打ち込んで船上に引き揚げ、まだ生きている場合は殴って絶命させたと述べている。ハンドウイルカやハラジロカマイルカといった様々な種類が獲られている。

### 台湾
台湾の澎湖諸島では政府により違法とされるまでの1990年までハンドウイルカの追い込み漁が行われていた。この漁では主にミナミハンドウイルカが対象であったが普通のハンドウイルカも獲られていた。

### カナダ
カナダで、学術研究用にシロイルカ（ベルーガ）を捕獲する際、ボートで追って、捕獲用の漁網で囲う方法が用いられた。

### ハワイ
昔のハワイでは漁師は食用にするためイルカを浜辺に追い上げて捕まえていた。昔の風習ではイルカの肉はその他何種類かの食べ物と同様に女性にはカプ（禁忌）とされていた。現在ではイルカの追い込み漁はハワイで行われていない。

### ギリシャ
古代ギリシャではイルカの追い込み漁が行なわれており、アリストテレスが「動物誌」にその様子を記している。

### ロシア
捕獲の方法は不明であるが、ロシアでもシロイルカやシャチなどの捕獲が行われる。ロシアはシャチとシロイルカを教育目的で捕獲できる唯一の国とされ、輸出目的で多くの個体が捕獲される。2019年にはシャチ11頭とシロイルカ87頭が、ナホトカの施設で劣悪な環境で飼育されていることが報告された。多くが中国などの動物園に輸出される。

## 追い込み漁の歴史の無い国

### イギリス
2015年2月6日、英国政府は、日本で行われる追い込み漁に反対を表明する方針書を発表したが、一方、2月19日には、フェロー諸島の追い込み漁 (Grindadráp) を妨害する環境テロリストの渡航者に対し、「現地の法や慣習を尊重せねばならない」とする警告書を発した。

### ウクライナ
日本の週刊ポストが太地町の追い込み漁で捕獲されたイルカがウクライナやロシアで軍事利用されていると飛ばし記事を書いたことがある。2014年8月に、週刊誌はウクライナにイルカショー施設は3、4施設しか無いから、2013年までに日本から輸出された51頭は、輸入の頭数が多いとし、軍事利用を疑う飛ばしを書いた。週刊誌では”D社”とされたが、日本（ほぼ全てが太地産と考えられ、そのほぼ全てが追い込み漁による捕獲とみられている）からの輸入の受け入れ先は、ウクライナ・オデッサに本社があるイルカショーとホテルの多国籍企業NEMO社で、2010年と2013年にイルカを輸入した。
一方、Nemo社は多国籍企業で旧ソ連諸国などユーラシアに複数のイルカショー施設をもっている。日本からイルカを輸入する前の2006年11月には、イルカショー施設は6施設だったが、2010年から日本からイルカを輸入しはじめ、旧ソ連諸国や、東ヨーロッパ、アジアに拠点（店舗）を増やし、2011年10月にはNEMOが関わるイルカショー施設が8施設だったが、3年後の2014年には18施設に増え、4年後の2015年6月には19施設にまで増えたことが知られ、前述の週刊誌の言う「ウクライナに3つ、4つほどしかない水族館用にしては数が多すぎる。」と矛盾する。

### タイ
タイ王国は追い込み漁を行っていないが、2014年、プーケットに新しいドルフィナリウムが開業することに対し、追い込み漁を行う日本の太地町から入手したバンドウイルカを使用しないように求め、開業を阻止する運動が、リック・オバリーやシーシェパードなどによって行われた。行政による開業前検査で施設の不備を指摘されたが改善して、2015年10月31日にドルフィナリウム「Dolphin bay」は開業した。